# The Dusty Foot on the Road
The Dusty Foot on the Road – jest albumem koncertowym kanadyjsko-somalijskiego muzyka K’naana, wydanym 25 czerwca 2007 roku.

## Lista utworów
| #  | Tytuł                          | Czas |
| -- | ------------------------------ | ---- |
| 1  | Wash It Down                   | 2:42 |
| 2  | The African Way                | 4:44 |
| 3  | What's Hardcore?               | 2:51 |
| 4  | In The Beginning               | 3:16 |
| 5  | Smile                          | 4:08 |
| 6  | Strugglin'                     | 3:38 |
| 7  | Be Free                        | 3:52 |
| 8  | Until the Lion Learns to Speak | 2:14 |
| 9  | Voices in My Head              | 2:53 |
| 10 | Is It a Myth?                  | 3:33 |
| 11 | My God                         | 4:51 |
| 12 | By the End of the Day          | 2:11 |
| 13 | Soobax                         | 4:24 |